# سیارک ۱۹۸۴
سیارک ۱۹۸۴ (به انگلیسی: 1984 Fedynskij، نامگذاری:1926TN) هزار و نهصد و هشتاد و چهارمین سیارک کشف شده‌است که در ۱۰ اکتبر ۱۹۲۶ و در رصدخانه سایمیز کشف شد.
قدر مطلق سیارک برابر ۱۱٫۱۰ است.